# 北塞勒姆 (印地安納州)
北塞勒姆（英語：North Salem）是一個位於美國印地安納州亨德里克斯縣的城鎮。

## 人口
根據2010年美國人口普查的數據，北塞勒姆的面積為0.77平方千米，當中陸地面積為0.77平方千米，而水域面積為0.00平方千米。當地共有人口518人，而人口密度為每平方千米673人。